# Raespa
Raespa es un pueblo en Lääneranna, Condado de Pärnu, en el suroeste de Estonia, en la costa del Golfo de Riga. Tenía una población de 14 habitantes (a partir de 1 de enero de 2011).